# 薔薇のために
『薔薇のために』（ばらのために）は、吉村明美による日本の少女漫画作品。小学館よりコミックス全16巻、文庫全9巻。1994年に小学館漫画賞を受賞。台湾電視公司で『薔薇之恋』としてドラマ化された。

## あらすじ
舞台は、北海道・札幌市。
枕野ゆりは、たった一人の身内だった祖母が亡くなり、寮からも出て行かなければならなくなり、途方に暮れていた。祖母が遺した一通の手紙から、実は母親が生きており、しかもTVや映画で活躍する女優花井しょう子だと知らされる。早速札幌にあるしょう子の自宅・花屋敷家に向かったゆりが出会ったのは、とても強烈で美形の3人の異父姉兄弟だった。

## 登場人物
- 年齢は、初登場時のもの。

枕野 ゆり（まくらの ゆり）
18歳。体型は太めで、背は小さく、そばかす顔。世間一般的に「ブス」に分類される。自身も容姿にコンプレックスを持つ。幾度かダイエットに挑戦しているが、ほとんどは失敗に終わっている。
花井しょう子と3番目の夫・枕野一郎の子とされているが、実際は、しょう子の友人・萌子とその恋人（草薙）の子なので花屋敷葵と異母姉弟。他の兄弟とは他人。菫のことを好きになる。
実母・萌子の若いころにそっくりである。
花屋敷 芙蓉（はなやしき ふよう）
26歳。花井しょう子の長女で、最初の夫の子。
バツイチ。自室に洋画・邦画・ドキュメンタリーなど数百本のビデオを揃え、それを見て過ごすのが日課。家では毎日ゴロゴロしているが、家事は完璧にこなせる。
花屋敷 菫（はなやしき すみれ）
21歳。花井しょう子の長男で、2番目の夫(アメリカ人)の子。目が青い。
19歳のときに婚約者のセリを亡くし、その悲しみで廃人同様の状態にまでなった。
自身がゆりと血のつながりが無い事を最後の方になるまで知らない。
ゆりに対し「妹として」優しく接するが、恋愛に関しては「デブ」と「ブス」は絶対好きにならないと豪語している。
酒を飲むと、女に優しくなる癖があるが、目が覚めると全てを忘れている。
花屋敷 葵（はなやしき あおい）
17歳。花井しょう子の次男で、草薙（４人目の夫ではない）との間にできた子。長髪で美形。花屋敷家の中で唯一ゆりと血縁関係にある。
菫のことが好きだが、徐々にゆりの純粋さにも惹かれていく。
花井 しょう子（はない しょうこ）
46歳。本名は花屋敷照子。女優。実年齢よりずっと若く見える。非常に傍若無人。様々な男性と関係して子供達を生むが、「子供より自分が大事」と言い切って育児は実家任せ。東京で活動しているため札幌に戻るのは多くても年に数回程度。手が荒れるという理由で家事は一切やらない。
ばあや
花屋敷家の家政婦。常に仏頂面で無愛想。大正末期の生まれで、15歳の時から花屋敷家に仕える。家事が生きがい。意外にも英語が堪能。持病で腰痛を抱えており、時々入院している。
枕野 一郎（まくらの いちろう）
故人。しょう子の3番目の夫で、ゆりが3歳の時に亡くなった義父。しょう子が自分から好きになった唯一の男性。物静かで優しい男性。売れない小説家だった。
椿沢 セリ（つばきざわ せり）
菫の婚約者。故人。中学時代からの菫の同級生だが、病気で1年休学していたため1つ年上。菫が19歳の時に癌で亡くなる。成績優秀、才色兼備で、性格は天使のように純粋で心優しかった。唯一の欠点は音痴。両親と4人の弟（双子が二組）がいる。
桜井 萌子（さくらい もえこ）
枕野一郎の同僚だった女性。しょう子とも親友だった。ゆりの実母。生まれたばかりのゆりを枕野に預けた。後に、草薙とともに交通事故に遭って他界する。
草薙（くさなぎ）
桜井萌子の恋人で、葵の父親（葵は戸籍上は四人目の夫の子とされていたが、それ以前に付き合っていた）。ゆりの実父。
桃家 猫吉（ももや ねこきち）
札幌在住の漫画家。しょう子の子でないと知って家出したゆりを拾い、そのまま炊事のバイトとして雇う。月産300ページの売れっ子で、連載作は少女漫画・少年漫画・レディースコミック・青年漫画・BL（しかもかなりマニア向け）など、描けないジャンルはないという奇才。寝ながら描くなど変人エピソードには事欠かない。見合いの身代わりとして芙蓉と出会い、彼女に惚れてアタックを開始する。
楓（かえで）
しょうこの4番目の夫の姉の子で葵達のいとこ。葵に横恋慕するが、葵はゆりが好きと知り、諦める。（10～11巻参照）
いびきがひどく、葵のため止めようとするが治る傾向は全くない。

## 台湾ドラマ『薔薇之恋』
2004年、電視金鐘奬（The Golden Bell Awards）（台湾版エミー賞）・最受歓迎戯劇賞（最も視聴者に愛された作品賞）を受賞。撮影には7ヶ月かかったという。

### キャスト
- 鄭百合（枕野ゆり）：エラ・チェン （S.H.E）
- 荘哲芹（椿沢セリ）：セリーナ・レン（S.H.E）
- 狄雅蔓（藤子）：セリーナ・レン（S.H.E）
- 曉楓（楓）：ヒビ・ティエン（S.H.E）
- 韓菫（花屋敷菫）：ジェリー・ホァン
- 韓葵（花屋敷葵）：ジョセフ・チェン
- 韓芙蓉（花屋敷芙蓉）：ルー・ミンジュン
- 花井しょう子：セシリア・イップ
- 貓吉（猫吉）：紅膠嚢
- 婆婆（ばあや）：比莉

### スタッフ
- プロデューサー - 馮家瑞、齊錫麟、王信貴
- 脚本 - 齊錫麟、雛湘琴、徐玉樺、陳文桂、宋欣穎
- 監督 - 瞿友寧

### サブタイトル
| 話     | タイトル           | 話     | タイトル         | 話     | タイトル               |
| ------ | ------------------ | ------ | ---------------- | ------ | ---------------------- |
| 第1話  | 靴のないシンデレラ | 第15話 | 仲直り           | 第29話 | 愛されていない私       |
| 第2話  | 薔薇の園の雑草     | 第16話 | 魔法にかかった夜 | 第30話 | 憎らしい可愛さ         |
| 第3話  | 初恋の人           | 第17話 | 心に刻まれた声   | 第31話 | 同じ空で輝く星         |
| 第4話  | 薔薇のトゲ         | 第18話 | 不思議な月の光   | 第32話 | 涙の再出発             |
| 第5話  | スミレの天使       | 第19話 | 予期せぬ恋敵     | 第33話 | 隠されていた真実       |
| 第6話  | 忘れないで         | 第20話 | 春を待つツボミ   | 第34話 | 手を放せるとき         |
| 第7話  | ファーストキス     | 第21話 | 愛の付属品       | 第35話 | もう一つの薔薇園       |
| 第8話  | もう帰れない       | 第22話 | 空虚な花園       | 第36話 | 愛される白い花         |
| 第9話  | 大事な妹           | 第23話 | 青色の思い出     | 第37話 | 秘めた思い             |
| 第10話 | 愛は奇跡?          | 第24話 | 自覚のない恋心   | 第38話 | 輝かないダイヤ         |
| 第11話 | 芙蓉の恋           | 第25話 | 天使に恋した二人 | 第39話 | 底なしの愛情           |
| 第12話 | 二人きりの夜       | 第26話 | 不本意な告白     | 第40話 | 母と子の絆             |
| 第13話 | 毒セリ             | 第27話 | 捨てきれない想い | 第41話 | 永遠に咲く花（最終回） |
| 第14話 | スミレの嘘つき     | 第28話 | 重さがある夢     |        |                        |

### 主題歌
オープニングソング
- 「花都開好了」 - S.H.E

エンディングソング
- 「葉子」 - 阿桑（アサン）

また、劇中ではベット・ミドラーのThe Roseのアレンジも用いられている。

### 関連書籍
- 「薔薇之恋のつくり方　Photo and Story」 ISBN 9784877470258

### 日本国内放送局
| 放送地域   | 放送局       | 放送期間                     | 放送日時                                                    | 放送系列       |
| ---------- | ------------ | ---------------------------- | ----------------------------------------------------------- | -------------- |
| 近畿広域圏 | 朝日放送     | 2007年4月9日 - 9月17日       | 毎週月曜 26時26分 - 27時21分                                | テレビ朝日系列 |
| 中京広域圏 | 名古屋テレビ | 2007年4月12日 - 10月4日      | 毎週木曜 25時43分 - 26時38分                                | テレビ朝日系列 |
| 福岡県     | 九州朝日放送 | 2007年4月13日 - 11月9日      | 毎週金曜 26時15分 - 28時05分 （8月10日〜26時45分-28時35分） | テレビ朝日系列 |
| 熊本県     | 熊本朝日放送 | 2007年7月7日 - 12月22日      | 毎週土曜 25時55分 - 26時50分 （7月28日〜25時25分-26時20分） | テレビ朝日系列 |
| 神奈川県   | テレビ神奈川 | 2007年4月5日 - 11月15日      | 毎週木曜 15時00分 - 15時55分                                | 独立UHF局      |
| 千葉県     | 千葉テレビ   | 2007年4月5日 - 11月29日      | 毎週木曜 20時00分 - 20時55分                                | 独立UHF局      |
| 埼玉県     | テレビ埼玉   | 2007年5月5日 - 12月19日      | 毎週土曜 19時00分 - 19時55分                                | 独立UHF局      |
| 兵庫県     | サンテレビ   | 2008年3月26日 - 5月21日      | 月〜金曜 11時00分 - 11時54分                                | 独立UHF局      |
| 日本全域   | 衛星劇場     | 2006年3月5日 - 12月10日      | 毎週日曜 12時00分 - 13時00分ほか                            | CS放送         |
| 日本全域   | BS日テレ     | 2006年8月22日 - 2007年6月5日 | 毎週火曜 21時00分 - 21時54分                                | BS放送         |